# Encyclia xerophytica
Encyclia xerophytica là một loài thực vật có hoa trong họ Lan. Loài này được Pabst mô tả khoa học đầu tiên năm 1976.